# نظرية موحدة للرياضيات
كانت هناك عدة محاولات في التاريخ للوصول إلى نظرية موحدة للرياضيات. وقد أعرب بعض من أعظم الرياضيات الصورة الآراء التي ينبغي تركيب الموضوع بوضعه في نظرية واحدة.

## المنظور التاريخي
قد يُنظر إلى عملية التوحيد على أنها تساعد في تحديد ما يشكل الرياضيات كنظام.
على سبيل المثال، الميكانيكا والتحليل الرياضي دُمج عادة في موضوع واحد خلال القرن الثامن عشر، وحدت من المعادلة التفاضلية مفهوم. في حين الجبر والهندسة واعتبرت متميزة إلى حد كبير. الآن نحن نعتبر التحليل والجبر والهندسة، ولكن ليس الميكانيكا، كأجزاء من الرياضيات لأنها في الأساس علوم استنتاجية رسمية، بينما يجب أن تنطلق ميكانيكا مثل الفيزياء من الملاحظة. لا توجد خسارة كبيرة في المحتوى، مع الميكانيكا التحليلية بالمعنى القديم التي يتم التعبير عنها الآن من حيث الطوبولوجيا العطفية، بناءً على النظرية الأحدث للتشعبات.

## النظريات الرياضية
مصطلح نظرية يستخدم بشكل غير رسمي في الرياضيات على أنها تعني هيئة متسقة ذاتيا من التعاريف، البديهيات، النظريات، والأمثلة، وهلم جرا. (ومن الأمثلة على ذلك مجموعة من الناحية النظرية، نظرية جالوا، نظرية التحكم، و K-نظرية .) على وجه الخصوص ليس هناك دلالة افتراضية . وبالتالي فإن مصطلح النظرية الموحدة هو أشبه بمصطلح اجتماعي يستخدم لدراسة أفعال علماء الرياضيات. قد لا يفترض أي شيء تخميني يمكن أن يكون مشابهًا لعلاقة علمية غير مكتشفة. لا يوجد حقًا ما يقابل في الرياضيات لمفاهيم مثلProto-World في اللغويات أو فرضية Gaia .
ومع ذلك، كانت هناك عدة حلقات في تاريخ الرياضيات حيث تم العثور على مجموعات من النظريات الفردية على أنها حالات خاصة لنتيجة موحدة واحدة، أو يمكن فيها تطبيق منظور واحد حول كيفية المضي قدمًا عند تطوير مجال الرياضيات بشكل مثمر على فروع متعددة للموضوع.

## نظريات هندسية
ومن الأمثلة المعروفة تطوير الهندسة التحليلية، والتي في أيدي علماء الرياضيات مثل ديكارت وفيرما أظهرت أن العديد من النظريات حول المنحنيات والسطوح يمكن ذكر من أنواع خاصة في لغة جبرية (ثم جديد)، كل منها يمكن بعد ذلك يتم إثباته باستخدام نفس الأساليب. أي أن النظريات كانت متشابهة جدًا جبريًا، حتى لو كانت التفسيرات الهندسية متميزة.
في عام 1859 بدأ آرثر كايلي توحيد الأشكال الهندسية المترية من خلال استخدام مقاييس كايلي كلاين . في وقت لاحق، استخدم فيليكس كلاين هذه المقاييس لتوفير أساس للهندسة غير الإقليدية .
في عام 1872 ، لاحظ فيليكس كلاين أن العديد من فروع الهندسة التي تم تطويرها خلال القرن التاسع عشر ( الهندسة الأفينية، الهندسة الإسقاطية، الهندسة الزائدية، إلخ) يمكن التعامل معها جميعًا بطريقة موحدة. لقد فعل ذلك من خلال النظر في المجموعات التي تحتها كانت الأشياء الهندسية ثابتة. يُطلق على توحيد الهندسة اسم برنامج إرلانجن .

## من خلال البديهية
في أوائل القرن العشرين، بدأت معالجة أجزاء كثيرة من الرياضيات من خلال تحديد مجموعات مفيدة من البديهيات ثم دراسة نتائجها. وهكذا، على سبيل المثال، تم وضع دراسات «الأعداد المفرطة المعقدة»، كما اعتبرتها جمعية الرباعية، على أساس بديهي كفروع لنظرية الحلقة (في هذه الحالة، مع المعنى المحدد للجبر الترابطي على مجال الأعداد المركبة ). في هذا السياق، يعد مفهوم حلقة خارج القسمة أحد أقوى العوامل الموحدة.
كان هذا تغييرًا عامًا في المنهجية، نظرًا لأن احتياجات التطبيقات كانت حتى ذلك الحين تعني أن الكثير من الرياضيات تم تدريسها عن طريق الخوارزميات (أو عمليات قريبة من كونها خوارزمية). لا يزال يتم تدريس الحساب بهذه الطريقة. كان موازًا لتطور المنطق الرياضي كفرع مستقل للرياضيات. بحلول الثلاثينيات من القرن الماضي، تم تضمين المنطق الرمزي نفسه بشكل كافٍ في الرياضيات.
في معظم الحالات، يمكن تعريف الكائنات الرياضية قيد الدراسة (وإن كانت غير قانونية) كمجموعات أو، بشكل غير رسمي، كمجموعات ذات بنية إضافية مثل عملية إضافة. تعمل نظرية المجموعات الآن كلغة مشتركة لتطوير الموضوعات الرياضية.

## بوربكي
تم تناول سبب التطور البديهي بجدية من قبل مجموعة بورباكي من علماء الرياضيات. إذا أخذنا هذا الموقف إلى أقصى الحدود، فقد كان يُعتقد أنه يتطلب تطوير الرياضيات في أعظم عمومية. بدأ أحدهم من أكثر البديهيات عمومية، ثم تخصص، على سبيل المثال، عن طريق إدخال وحدات على حلقات تبادلية، وقصر المساحات المتجهة على الأعداد الحقيقية فقط عند الضرورة القصوى. استمرت القصة على هذا النحو، حتى عندما كانت التخصصات هي نظريات الاهتمام الأساسي.
على وجه الخصوص، أعطى هذا المنظور القليل من القيمة لمجالات الرياضيات (مثل التوافقية ) التي غالبًا ما تكون كائنات الدراسة خاصة، أو توجد في مواقف لا يمكن أن ترتبط إلا بشكل سطحي بفروع أكثر بديهية للموضوع.

## نظرية التصنيف كمنافس
نظرية الفئة هي نظرية موحدة للرياضيات تم تطويرها في البداية في النصف الثاني من القرن العشرين. في هذا الصدد هو بديل ومكمل لنظرية المجموعات. الفكرة الرئيسية من وجهة النظر «الفئوية» هي أن الرياضيات لا تتطلب فقط أنواعًا معينة من الكائنات ( مجموعات الكذب، فراغات باناخ، إلخ) ولكن أيضًا تعيينات بينها تحافظ على بنيتها.
على وجه الخصوص، يوضح هذا بالضبط ما يعنيه اعتبار الأشياء الرياضية متشابهة . (على سبيل المثال، هل جميع المثلثات متساوية الأضلاع متشابهة، أم أن الحجم مهم؟) اقترح سوندرز ماك لين أن أي مفهوم ذي `` انتشار كافٍ  (يحدث في مختلف فروع الرياضيات) يستحق العزل والدراسة في حد ذاته. يمكن القول إن نظرية الفئة تتكيف بشكل أفضل مع هذه الغاية من أي نهج حالي آخر. إن مساوئ الاعتماد على ما يسمى بالهراء المجرد هو نوع من اللطف والتجريد بمعنى الانفصال عن جذور المشاكل الملموسة. ومع ذلك، فقد تطورت أساليب نظرية الفئات بشكل مطرد في القبول، في العديد من المجالات (من D-modulesإلى المنطق القاطع ).

## توحيد الرياضيات
على نطاق أصغر، تثير أوجه التشابه بين مجموعات النتائج في فرعين مختلفين من الرياضيات التساؤل حول ما إذا كان هناك إطار موحد يمكن أن يفسر أوجه التشابه. لقد لاحظنا بالفعل مثال الهندسة التحليلية، وبشكل أعم يطور مجال الهندسة الجبرية بشكل شامل الروابط بين الكائنات الهندسية ( الأنواع الجبرية، أو المخططات بشكل عام ) والأجسام الجبرية ( المثل العليا ) ؛ كانت النتيجة المحورية هنا هي Nullstellensatz لهيلبرت والتي تُظهر بشكل تقريبي أن هناك تطابقًا طبيعيًا واحدًا لواحد بين نوعي الأشياء.
يمكن للمرء أن يرى نظريات أخرى في نفس الضوء. على سبيل المثال، تؤكد النظرية الأساسية لنظرية الوا أن هناك تطابق واحد لواحد بين امتدادات مجال ومجموعات فرعية لمجموعة الوا في الحقل . و التخمين Taniyama-شيمورا عن المنحنيات الإهليلجية (ثبت الآن) يحدد المراسلات واحد إلى واحد بين منحنيات تعرف بأنها شكل نمطي والمنحنيات الإهليلجية تعرف على أرقام عقلانية . طورت منطقة بحثية يطلق عليها أحيانًا Monstrous Moonshine روابط بين الأشكال المعيارية والمجموعة البسيطة المحدودة المعروفة باسم الوحش، بدءًا فقط بالملاحظة المفاجئة التي مفادها أن الرقم غير المعتاد 196884 سينشأ بشكل طبيعي جدًا في كل منها. حقل آخر، يُعرف باسم برنامج لانجلاند، يبدأ بالمثل بأوجه تشابه عشوائية على ما يبدو (في هذه الحالة، بين النتائج النظرية للأرقام وتمثيلات مجموعات معينة) ويبحث عن التركيبات التي تكون مجموعتي النتائج منها نتيجة طبيعية.

## قائمة مرجعية للمفاهيم الموحدة الرئيسية
قد تتضمن قائمة قصيرة بهذه النظريات ما يلي:
الهندسة الديكارتية
حساب التفاضل والتكامل
تحليل معقد
نظرية جالوا
برنامج إرلنغن
مجموعة الكذب
نظرية المجموعات
فضاء هيلبرت
دالة قابلة للحساب
فئات مميزة
الجبر المثلي
نظرية Homotopy
مخططات غروتينديك
نظرية توبوس
برنامج لانجلاندز
الهندسة غير التبادلية

## التطورات الحديثة فيما يتعلق بالنظرية المعيارية
أحد الأمثلة المعروفة هو تخمين تانياما-شيمورا، الآن نظرية النمطية، التي اقترحت أن كل منحنى ناقص على الأرقام المنطقية يمكن ترجمته إلى شكل معياري (بطريقة تحافظ على دالة L المرتبطة ). هناك صعوبات في تحديد هذا مع تماثل، بأي معنى دقيق للكلمة. كانت بعض المنحنيات معروفة بأنها منحنيات بيضاوية (من جنس 1) ومنحنيات معيارية، قبل صياغة التخمين (حوالي عام 1955). كان الجزء المدهش من التخمين هو امتداد عوامل اليعاقبة من المنحنيات المعيارية للجنس> 1. ربما لم يكن من المعقول أن تكون هناك عوامل عقلانية «كافية» قبل إعلان التخمين ؛ وفي الواقع، كان الدليل العددي طفيفًا حتى حوالي عام 1970 ، عندما بدأت الجداول تؤكد ذلك. تم إثبات حالة المنحنيات الإهليلجية مع الضرب المعقد بواسطة Shimura في عام 1964. وقد استمر هذا التخمين لعقود قبل أن يتم إثباته بشكل عام.
في الواقع فإن برنامج لانجلاندز (أو الفلسفة) يشبه إلى حد كبير شبكة من التخمينات الموحدة. إنه يفترض حقًا أن النظرية العامة للأشكال ذات الشكل الآلي تنظمها المجموعات L التي قدمها روبرت لانجلاندز . صاحب مبدأ functoriality فيما يتعلق إلى مجموعة L له قيمة تفسيرية كبيرة جدا فيما يتعلق أنواع معروفة من رفع أشكال تشكيلي (الآن دراسة على نطاق أوسع كما تمثيلات تشكيلي). في حين أن هذه النظرية مرتبطة ارتباطًا وثيقًا إلى حد ما بتخمين تانياما-شيمورا، يجب أن نفهم أن التخمين يعمل بالفعل في الاتجاه المعاكس. إنه يتطلب وجود شكل آلي، بدءًا من كائن يكمن (بشكل تجريدي جدًا) في فئة من الدوافع .
نقطة ذات الصلة هامة أخرى هي أن نهج انغلاندز يقف بعيدا عن التنمية برمتها الناجمة عن لغو وحشية (اتصالات بين وظائف بيضاوي الشكل وحدات كما سلسلة فورييه، ونظرية التمثيل من مجموعة الوحش وغيرها من جماعات متفرقة ). لم تنبأ فلسفة لانجلاندز ولم تكن قادرة على تضمين هذا النوع من البحث.

## تخمينات التشابه في نظرية k.
وهناك حالة أخرى حتى الآن هو أقل نموا بشكل جيد ولكن تغطي مجموعة واسعة من الرياضيات، هي أساس تخميني بعض أجزاء من K-نظرية . و التخمين باوم-Connes ، الآن المشكلة التي طال أمدها، وقد انضم من قبل الآخرين في مجموعة تعرف باسم تخمينات التماثل في K-نظرية . وتشمل هذه التخمين فاريل جونز وبوست التخمين .

## القائمة المرجعية لتوحيد المفاهيم الرئيسية
ويمكن أن تشمل قائمة قصيرة من هذه النظريات:
- حساب التفاضل والتكامل
- نظرية المجموعات
- فضاء هلبرت